# Liu Song Wudi
Liu Yu of keizer Song Wudi (363-422) was keizer van China tussen 420 en 422. Hij was ook de stichter van de Liu Song-dynastie (420-479).

## Biografie
Liu Yu was van bescheiden afkomst en werkte zich op in het leger. Zijn doorbraak kwam toen hij usurpator Huan Xuan versloeg in 403/404. Tussen 405 en 419 was hij regent voor de mindervalide keizer Jin Andi. Tijdens zijn regering deed hij aan gebiedsuitbreiding en zette het bestuur naar zijn hand. Zeker van zijn stuk liet hij keizer Jin Andi in 419 wurgen en dwong zijn broer en opvolger Jin Gongdi tot aftreden.
Lang duurde zijn bewind niet, in 422 werd hij ernstig ziek en stierf. Hij werd opgevolgd door zijn oudste zoon Liu Yifu.